# Tann (Niederbayern)
Tann ist ein Markt im niederbayerischen Landkreis Rottal-Inn.

## Geografie

### Geografische Lage
Tann liegt im Südosten Niederbayerns in dessen typischer Hügellandschaft etwa 13 km nordwestlich von Simbach bzw. 14 km von Braunau, 16 km südwestlich der Kreisstadt Pfarrkirchen, 16 km südöstlich von Eggenfelden sowie jeweils 23 km von Burghausen und Altötting entfernt. Die nächstgelegene Bahnstation befindet sich im elf Kilometer entfernten Marktl.

### Gemeindegliederung
Es gibt 104 Gemeindeteile:
- Adelsberg
- Aigner
- Ameringshub
- Aspöck
- Bernatzöd
- Biering
- Breitenberg
- Burgstall
- Dachgrub
- Damreiher
- Denharten
- Dorn
- Dunz
- Ed
- Edgarten
- Egglhof
- Eiberg
- Eichhornseck
- Eilham
- Felln
- Folgerberg
- Forst
- Forster
- Fraunleiten
- Furthhäusl
- Gigerenz
- Giltshof
- Gilzau
- Grasensee
- Grub
- Haag
- Haberzagl
- Haghub
- Hammerstall
- Hannöd
- Haupold
- Henghub
- Hiltraching
- Hirschdobl
- Holzau
- Holzbauer
- Holzen
- Holzhäuser
- Hörathal
- Hunddorf
- Hundsberg
- Inzenberg
- Jetzelsberg
- Kalteneck
- Knogl
- Kollbach
- Königsöd
- Kreil
- Kronwitten
- Krottenbach
- Krumgassen
- Langeneck
- Leipoldsöd
- Lichtened
- Lichthub
- Madlau
- Mauerwinkl
- Mautschneid
- Mooshäusl
- Münzenhof
- Nalling
- Nürnberg
- Obending
- Ödbinder
- Ödweber
- Osten
- Pichl
- Pilgram
- Rasöd
- Reichzaun
- Reith
- Ritzing
- Schachten
- Scheften
- Schleindlsberg
- Schmidhub
- Schnelling
- Schüßlöd
- Simhar
- Simmerl
- Solling
- Spöck
- Steig
- Steinbach
- Stieglhäusl
- Stöckl
- Stritzlöd
- Tann
- Taubengrub
- Thal
- Tremmelhof
- Walburgskirchen
- Weiherhäusl
- Weizhof
- Zaun
- Zimmern
- Zimmerwaldhäuser
- Zoglau
- Zoichl

Der Gemeindeteilname Zaunsöd wurde durch das Landratsamt Rottal-Inn mit Bescheid vom 2. April 2009 aufgehoben.

## Geschichte

### Bis zum 18. Jahrhundert
Die erste urkundliche Erwähnung stammt aus dem Jahre 927, sie steht in Zusammenhang mit dem Salzburger Erzbischof Adalbert II. Die "Edlen von Tann" sind um 1060 urkundlich nachweisbar und in weiteren Urkunden sind in den Jahren 1100–1200 u. a. ein Reimbert von Tann, ein Reginbrecht von Tann sowie ein Hartmann von Tann erwähnt. Nach dem Aussterben des Tanner Edelgeschlechtes um 1200 gingen Schloss und Herrschaft Tann an die Grafen von Leonberg über. Nach deren Aussterben erbten vorerst 1319 die Grafen von Hals, einhergehend mit Erbstreitigkeiten gelangten schließlich 1379 die Liegenschaften an die Grafen von Ortenburg.
Im Jahre 1386 wurde Tann vom Herzogtum Bayern gekauft und bereits 1389 wurden die Marktrechte verliehen. Im Jahr 1481 erhielt Tann das Recht zur Abhaltung von Märkten. Der Martinimarkt, der heute noch abgehalten wird, geht auf dieses Jahr zurück. In anderen Quellen wird angenommen, dass bereits um 1230 von Herzog Ludwig dem I. das Recht verliehen wurde, öffentliche Märkte abzuhalten.
In der Zeit um 1300 entstanden die ersten Woll- und Leinwebereien, die in den folgenden Jahrhunderten mit ihren Qualitätsprodukten in den europäischen Handelszentren namhaft wurden. Besonders der Handel von Segeltuch führte die Tanner Leinweber und Tuchmacher in die Seehäfen von Triest, Venedig, Genua und Amsterdam. Aber auch qualvollen Zeiten mit Pestepidemien, den Dreißigjährigen Krieg und die Erbfolgekriege des 18. Jahrhunderts musste der Ort durchleiden. So war um 1743 Tann von den Panduren besetzt und wurde wieder geplündert. Für die Tuchmacher hingegen brachte die Besatzungszeit durch die Herstellung der roten Stoffe für ihre Uniformen ein gutes Einkommen.

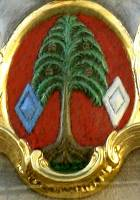
Wappen (Ausschnitt aus der Tanner Freiung am Rathaus)

### 19. Jahrhundert
Im 19. Jahrhundert erfolgte dann der Niedergang der Tanner Tuchmacher. Gefangen in ihrem erstarrten Standesdünkel waren sie weder in der Lage, sich den sozialen und gesellschaftlichen Entwicklungen zu stellen, noch die aufkommende Technisierung zu ihrem Vorteil zu nutzen. Zu dieser Entwicklung trug auch die Abtrennung des Innviertels von Bayern und die Gründung des Deutschen Zollvereins 1834 bei. Gegen Ende des 17. Jahrhunderts entwickelte sich die jährliche Wallfahrt zum "Herrgott von Tann", die in den folgenden 200 Jahren auch wirtschaftliche Bedeutung für den Ort erlangte. Deswegen wurde trotz der zunehmenden Säkularisierung im Mai 1799 mit dem Neubau der jetzigen Kirche ohne Genehmigung der Regierung begonnen. Sie wurde schließlich am 13. Mai 1805 vom Salzburger Erzbischof eingeweiht.
Dennoch wird Tann relativ spät, erst 1849 eine selbstständige Pfarrei, bis dahin war es Filiale von Zimmern.
Bei einem Großbrand am 17. November 1885 wurde ein Teil des Ortes vor allem in Richtung Schildthurn zerstört.

### 20. Jahrhundert

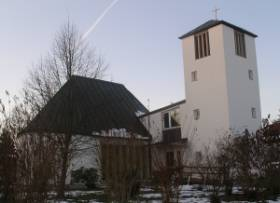
Evangelische Dreieinigkeitskirche

Obwohl der Zweite Weltkrieg für Tann am späten Nachmittag des 1. Mai 1945 mit dem Einmarsch der US-Armee ohne jegliche Kampfhandlung endete, waren diese Tage und die Folgezeit eine besondere Herausforderung für den Ort. Vor der Roten Armee flüchtend, hatten bereits wenige Tage zuvor mehr als 50.000 Ungarn (Zivilisten und Militär) Tann mit der Absicht erreicht, sich den US-Amerikanern zu ergeben. In einem formellen Zeremoniell am Marktplatz nahm US-Generalmajor Millikin (John Millikin, 1888–1970) von Ex-Ministerpräsident Ferenc Szálasi und dem Oberkommandierenden der Ungarischen Streitkräfte Károly Beregfy die Kapitulation entgegen. Für die gesamte Besatzungszeit wurde in Tann das Hauptquartier der 13. US-Army-Panzerdivision eingerichtet und auf dem Gebiet der heutigen Mitterfeldstraße, entstand umgehend ein großes Gefangenenlager. Hier wurden in der Größenordnung von 20.000 Kriegsgefangenen, meist ehemalige Wehrmachtsangehörige durchgeschleust, oder ins Zivilleben entlassen. Mit der Eingliederung vieler Heimatvertriebener wuchs nach 1945 eine evangelisch-lutherische Kirchengemeinde. So folgte der Bau der Dreieinigkeitskirche in den Jahren 1958 und 1959 nach Plänen des Architekten Hanns Egon Wörlen aus Passau.

### 21. Jahrhundert
Entgegen der Pläne der Gemeinde, das Grainerbräu-Gebäude teilweise als Verwaltungsräume zu nutzen, gewann am 10. April 2011 ein Bürgerentscheid mit 62 % der Stimmen. Auf den Weg gebracht wurde das Bürgerbegehren von der zu diesem Themenkomplex gegründeten Bürgerinitiative „Wir für Tann“(WfT). Ein von der Gemeinde am Tag Bundestagswahl 2013 angesetztes Ratsbegehren gewann mit 56 % und hob so den Beschluss des Bürgerbegehrens auf. Als weitere Folge dieser Diskussion zog „Wir für Tann“ mit 4 Sitzen bei der Kommunalwahl 2014 in den Marktgemeinderat ein.
Nach anhaltenden Regenfällen wurde der Ortskern von Tann am 1. Juni 2016 unter Wasser gesetzt und machte etliche Straßen unpassierbar.

### Eingemeindungen
Im Zuge der Gebietsreform in Bayern wurde das Gemeindegebiet, das bis dahin nur den jetzigen Ortskern umfasst hatte, am 1. Januar 1972 wesentlich vergrößert. Ortsnahe Flächen der vormaligen Gemeinden Randling und Schildthurn wurden mit einbezogen und mit den bis dahin selbstständigen Gemeinden Walburgskirchen und Zimmern und Teilen der aufgelösten Gemeinde Rogglfing wurde die heutige Gemeinde gebildet. Mit der Gemeinde Reut ging man eine Verwaltungsgemeinschaft ein. Am 1. Januar 1980 wurde jeweils ein Gebiet der Gemeinden Reut und Zeilarn mit jeweils etwas weniger als 100 Einwohnern in den Markt Tann umgegliedert.

### Einwohnerentwicklung
Zwischen 1988 und 2023 wuchs der Markt von 3269 auf 3807 um 538 Einwohner bzw. um 16,46  %.

## Politik

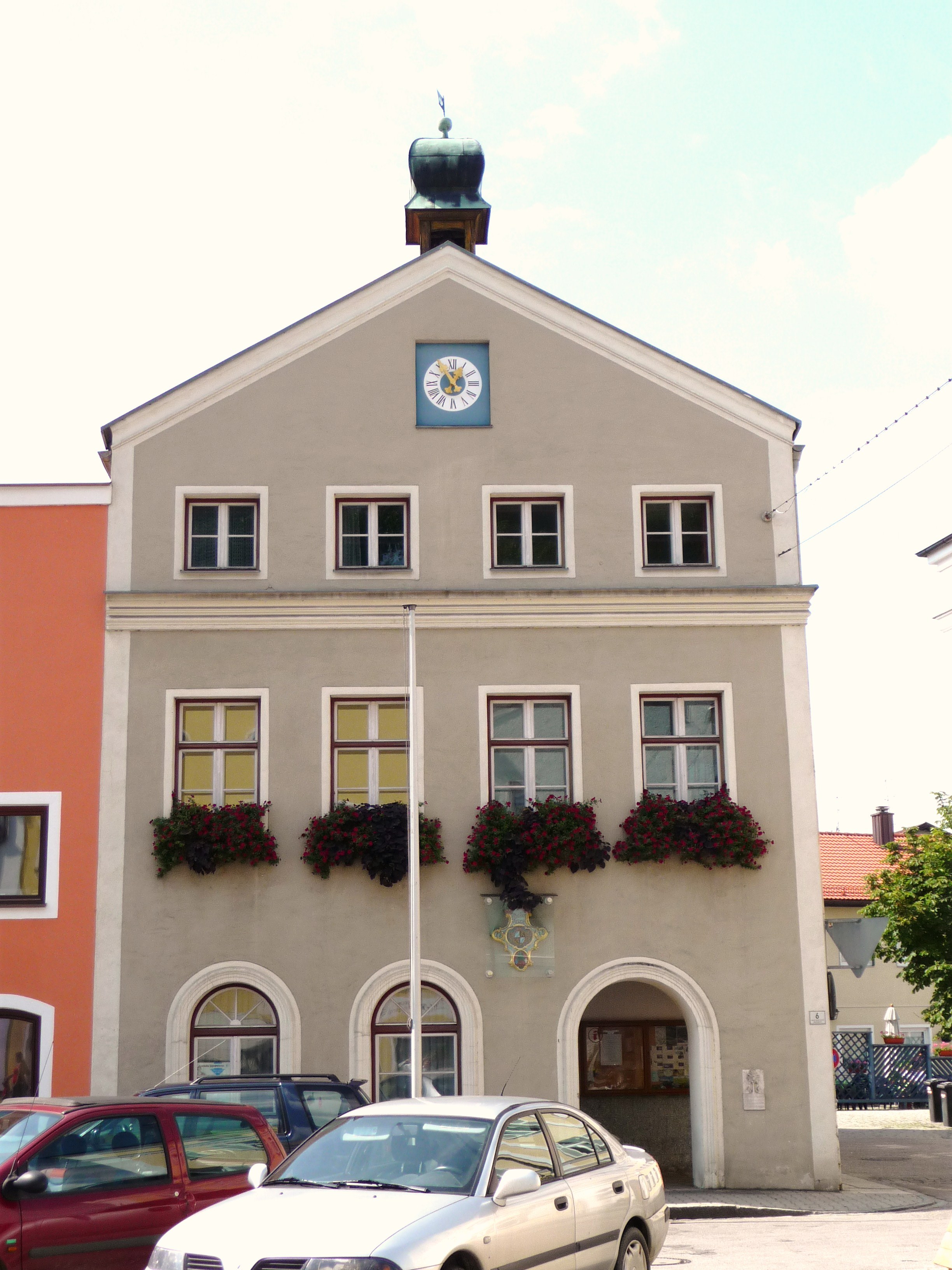
Rathaus von Tann

### Marktgemeinderat
Der Marktgemeinderat setzt sich aus dem 1. Bürgermeister und 16 Marktgemeinderatsmitgliedern zusammen. Die Gemeinderatswahl am 15. März 2020 führte zu der folgenden Sitzverteilung im Marktgemeinderat:
| Partei / Liste                                | Stimmenanteil | Sitze |
| --------------------------------------------- | ------------- | ----- |
| CSU                                           | 36,5 %        | 6     |
| Christliche Wählergemeinschaft Zimmern-Eiberg | 24,1 %        | 4     |
| Wir für Tann                                  | 20,2 %        | 3     |
| Freie Wählergemeinschaft Walburgskirchen Land | 19,2 %        | 3     |

### Bürgermeister
Wolfgang Schmid (CSU) ist seit Mai 2020 Erster Bürgermeister. Dieser wurde mit 52,9 % der Stimmen neu in dieses Amt gewählt.

### Städtepartnerschaft
Seit 2023 besteht eine Städtepartnerschaft mit dem Stadt Tann im Landkreis Fulda in der Rhön.

## Wappen
| Wappen von Tann | Blasonierung: „In Rot auf grünem Dreiberg eine grüne Tanne, begleitet rechts von einer stehenden blauen, links von einer stehenden silbernen Raute.“ |
| Wappen von Tann | |

## Kultur und Sehenswürdigkeiten

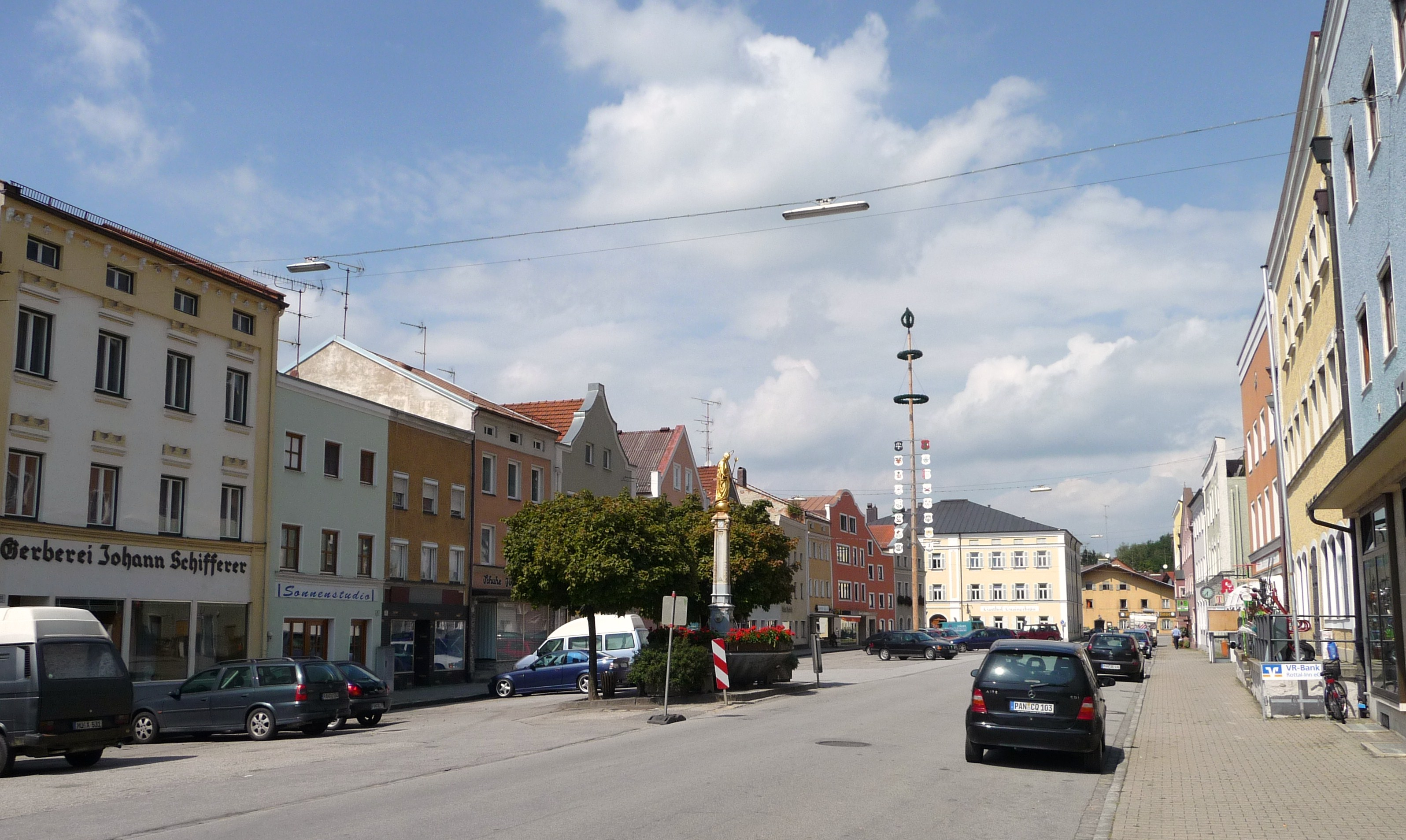
Der Marktplatz mit dem Marienbrunnen

- Klassizistische Pfarrkirche St. Peter und Paul, erbaut 1798 bis 1801
- Historischer Marktplatz im Inn-Salzach-Stil mit dem zentralen Marienbrunnen

### Kultur
Mehrere Einrichtungen prägen das kulturelle Leben des Ortes. Dazu zählen:
- Tanner Kulturzentrifuge e. V.
- Kultur e. V.
- Thalia Theater-Tann e. V.
- Theatergruppe Walburgskirchen

### Sport
Der Turn- und Sportverein Tann (TSV Tann) von 1891, mit den Sparten Damengymnastik, Fußball, Laufgruppe, Skiclub, Stockschützen, Tennis und Tischtennis ist mit annähernd tausend Mitgliedern die größte Sportvereinigung in der Gemeinde. Weitere sportliche Aktivitäten finden sich bei den Stockschützen, beim EC Walburgskirchen sowie für die Wintersportler beim Skiclub Langeck. Der TUS Walburgskirchen beheimatet die dortigen Fußballaktivitäten. Obwohl der Verein Feuerschützen Tann auch ein Traditionsverein ist, muss man ihn den Sportaktivitäten zuordnen. Sie warten regelmäßig mit überregionalen Erfolgen bis auf Landesebene auf.

## Wirtschaft und Infrastruktur

### Freiwillige Feuerwehr
In allen vier Gemeindeorten werden nach wie vor selbstständige, modern ausgestattete Freiwillige Feuerwehren von gut ausgebildeten Einsatzkräften betrieben. Die Freiwillige Feuerwehr des Ortes Tann ist eine mit zeitgemäßen Fahrzeugen und Geräten ausgestattete Feuerwehr.

### Bildung

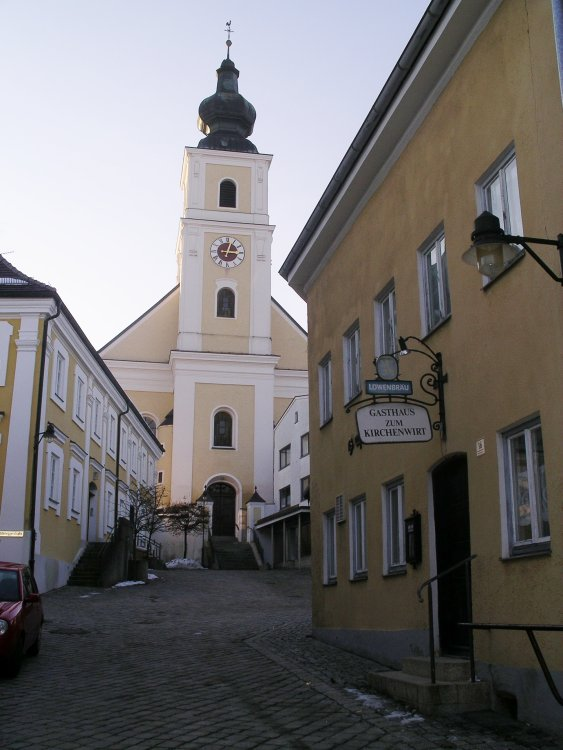
Kirchengasse mit der katholischen Pfarrkirche

Während die Grund- und Hauptschule Tann zu einem Schulverband mit Reut und Zeilarn gehört, wird die Grundschule Walburgskirchen selbstständig von der Gemeinde Tann betrieben. Die beiden Kindergärten in Tann und Walburgskirchen sind gemeindliche Einrichtungen.

### Seniorenbetreuung
Das Altenpflegeheim Zum Laaberg in Eiberg und Seniorenheim Tann e. V. in Tann werden von privaten Unternehmen betrieben.

## Kirchliche Einrichtungen und Aktivitäten
- Katholischer Pfarrverband Tann mit den Pfarreien Tann, Eiberg, Zimmern, Walburgskirchen, Taubenbach und Reut
- Evangelische Pfarrei Tann.
- Katholische Arbeitnehmerbewegung (KAB)
- Katholischer Frauenbund, jeweils in Eiberg, Tann, Walburgskirchen und Zimmern
- Katholische Landjugend (KLJB)

## Regelmäßige Veranstaltungen

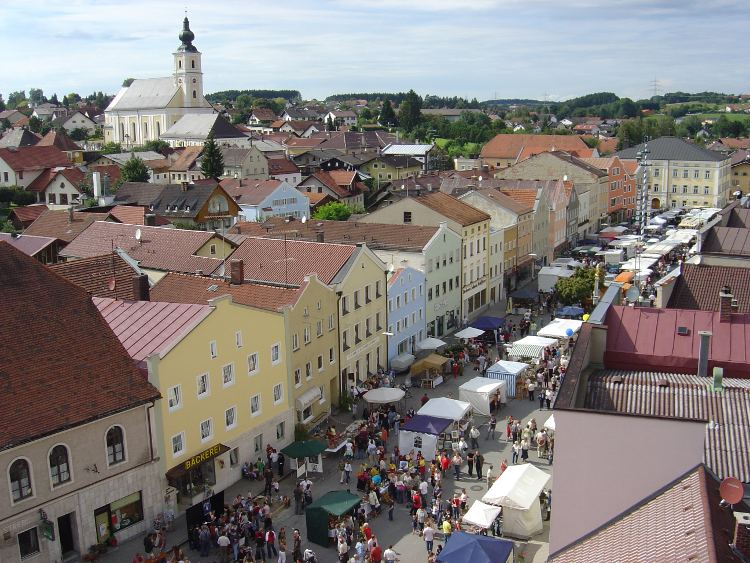
Kunstmarkt in Tann

- Der Wachsmarkt, ein von jeher sehr stark besuchter Markt mit politischen Kundgebungen in mehreren Gasthäusern findet am Donnerstag vor Mariä Lichtmess (2. Februar) statt.
- Das Sonnwendfeuer der Freiwilligen Feuerwehr findet am Wochenende um den 24. Juni statt.
- Am 2. Augustwochenende findet das bei der Bevölkerung beliebte Weinfest statt. Dieses wird von den Feuerschützen Tann e. V. organisiert und abgehalten.
- Der Kunstmarkt am letzten Sonntag im August hat sich in dieser Form seit 1986 aus dem traditionellen Bartholomäusmarkt entwickelt. Die "Open Air"-Veranstaltungen finden Anklang durch alle Bevölkerungsschichten aus nah und fern.
- Eine Gedenkfeier der Landsmannschaften am Mahnmal des Deutschen Ostens am Rahmenberg findet an einem Sonntag Mitte September statt. Ausrichter ist der Tanner Förderverein Denkmal der Heimatvertriebenen.
- Der Martinimarkt am zweiten Sonntag im November hat über 600 Jahre Tradition in Tann.
- Der Nikolausmarkt findet am Samstag vor dem 6. Dezember statt.
- Jeden 22. Dezember veranstaltet die Freiwillige Feuerwehr Markt Tann die Wintersonnwendfeier

## Persönlichkeiten

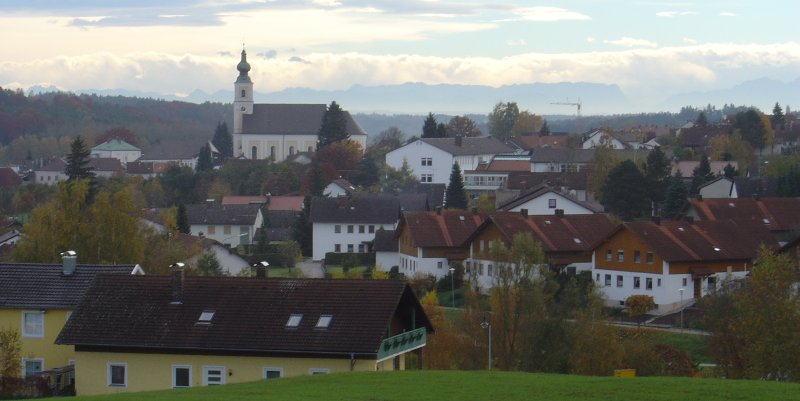
Blick von Tann-Nord auf den Ortskern

- Max Heuwieser (1878–1944) war Professor für Weltgeschichte und historische Hilfswissenschaften an der Philosophisch-theologischen Hochschule Regensburg und Mitbegründer des Instituts für Ostbairische Heimatforschung.
- Pfarrer Franz Xaver Neun: Mehr oder minder als Skandal ging 1954 eine kirchliche Trauung bundesweit durch die Presse, sie wurde ohne vorherigen standesamtlichen Vorgang vom Tanner Pfarrer vollzogen (Verstoß gegen §§ 67 und 67a des Personenstandsgesetzes). Neun wurde daraufhin nach Zwiesel versetzt.
- Heinrich Peckert (1880–unbekannt), Verwaltungsjurist
- Reserl Sem (* 1953), bayerische Landtagsabgeordnete (CSU)
- Barbara Suchner (1922–2010), Schriftstellerin und Lyrikerin